# Bart Stevens
Bart Stevens (Waalwijk, 29 januari 1998) is een Nederlands tennisser.

## Carrière
Stevens won zijn eerste challenger in 2021 aan de zijde van landgenoot Tim van Rijthoven, dat jaar won hij er ook een tweede samen met Jesper de Jong. In 2022 won hij een derde en een vierde challenger opnieuw samen met Jesper de Jong. In 2022 speelde hij met de Jong ook samen op de ATP Rosmalen waar ze een wildcard kregen, ze wisten de eerste ronde niet te overleven.

## Palmares
| Legenda               |
| --------------------- |
| Grand Slam            |
| Olympische Spelen     |
| ATP Finals            |
| ATP Tour Masters 1000 |
| ATP Tour 500          |
| ATP Tour 250          |

### Dubbelspel
| Nr.                  | Datum             | Toernooi   | Ondergrond    | Partner                | Tegenstander in finale                       | Score            | Details |
| -------------------- | ----------------- | ---------- | ------------- | ---------------------- | -------------------------------------------- | ---------------- | ------- |
| gewonnen challengers |                   |            |               |                        |                                              |                  |         |
| 1.                   | 19 september 2021 | Rennes     | Hardcourt (i) | Tim van Rijthoven      | Marek Gengel Tomáš Macháč                    | 6-7, 7-5, [10-3] |         |
| 2.                   | 7 november 2021   | Guayaquil  | Gravel        | Jesper de Jong         | Diego Hidalgo Cristian Rodríguez             | 7-5, 6-2         |         |
| 3.                   | 27 maart 2022     | Santa Cruz | Gravel        | Jesper de Jong         | Nicolás Barrientos Miguel Ángel Reyes-Varela | 6-4, 3-6, [10-6] |         |
| 4.                   | 1 mei 2022        | Rome       | Gravel        | Jesper de Jong         | Sadio Doumbia Fabien Reboul                  | 3-6, 7-5, [10-8] |         |
| 5.                   | 19 februari 2023  | Manama     | Hardcourt     | Patrik Niklas-Salminen | Ivan Ljoetarevitsj Vladyslav Manafov         | 6-3, 6-4         |         |
| 6.                   | 18 november 2023  | Danderyd   | Hardcourt (i) | Julian Cash            | Jeevan Nedunchezhiyan Vijay Sundar Prashanth | 6-7, 6-4, [10-7] |         |